# Kederschiene
Ein Keder ist die Randverstärkung eines Tuchs oder einer Plane, die meist aus Kunststoff oder stoffumhülltem Leder besteht. Der Keder hat einen runden Querschnitt und zum Zweck der Befestigung eine breite flache Kederfahne. Diese stellt die Verbindung zwischen Plane und Keder dar. Meist ist die Kederfahne eine Ummantelung, die den Kederwulst in sich birgt. Kederfahne und Plane werden in der Regel miteinander verschweißt, selten auch vernäht. Als Kederschiene bezeichnet man den Teil von Spannmechanismen, in den der Keder eingeführt wird. Diese ist eine im Querschnitt runde Führungsnut, in der der Keder reibungsfrei längs eingebracht und verschoben werden kann. Die Kederschiene hat Bereiche, an denen sie etwa zum Zweck des Spannens aufgenommen werden kann. Keder und Kederschiene ermöglichen so, eine Plane (oder einen ähnlichen Stoff) quer zur Kantenlinie flächig zu spannen. 

Keder-System am Beispiel einer 22 mm × 50 mm Variante

## Detaildefinitionen
Als Keder bezeichnet man: 
1. die Konfektionsform von Planen, z. B.: Konfektion „Keder rundum“.
2. den reinen Kederwulst.
3. (salopp während der Handhabung desgleichen:) die gesamte Kante einer so ausgeführten Plane, z. B.: „...führe doch bitte den Keder ein...“ Gemeint ist allerdings – weil miteinander verbunden – „Keder plus Kederummantelung plus Kederfahne plus Plane“.

Bei Maßangaben von Keder-konfektionierten Planen ist eine gemeinsame Begriffsklärung vorher sinnvoll. So sollte folgendes abgeklärt werden:
Handelt es sich beim „Kederdurchmesser“ um den... 
- Durchmesser der (meist Kunststoff-) Kederwulst oder
- der Kederwulst einschließlich Kederummantelung?

Handelt es sich beim „Planenmaß“ um das Maß...
- der eigentlichen Plane (ohne Kederteile),
- der Plane von Keder innen zu Keder innen,
- der Plane von Keder außen zu Keder außen oder um
- das lichte Maß von einer Kederschiene zur anderen im gespannten/ungespannten Zustand?

## Verwendung
Die Kederschiene wird professionell in der Außenwerbung und im modernen Zeltbau verwendet sowie für Präsentationsflächen, etwa im Messebau. Auch Großleinwände zur Filmprojektion werden oft in diesem Verfahren aufgestellt. Die Kederschiene muss dabei so dimensioniert und angebracht werden, dass die auftretenden Zugkräfte sie möglichst wenig verformen, da es sonst zu unerwünschter Faltenbildung in der Plane kommt.
- Großzelte: In der Konstruktion von Großzelten befinden sich an den Giebeltraversen fest montierte oder integrierte Kederschienen, in die die Keder der Dachsegmente eingeführt werden. Die Segmente werden dann durch eine Zugvorrichtung über den First hinweg auf die andere Zeltseite gezogen.
- Großflächenwerbung: Bei Großflächenwerbung wird die Kederschiene (meist aus Aluminium) eingesetzt, um zumindest an einer Kante die Spannebene festzulegen. Entweder an freistehenden Konstruktionen oder an Hausmauern, um Unebenheiten auszugleichen. Die Spannung kann auch von den restlichen Seiten der Plane erfolgen mittels Ösen in der Plane und Spannseilen.
Bei Kederspannrahmensystemen werden an allen Planenseiten Kederschienen verwendet und an mindestens 2 Seiten Spannmechanismen. Spannrahmen können wasserdicht ausgeführt werden insbesondere bei hinterleuchteten Systemen, um die dahinterliegenden elektrischen Teile (Leuchtstoffröhren und -Vorschaltgeräte) vor Wassereintritt zu schützen.

### Camping und Caravaning

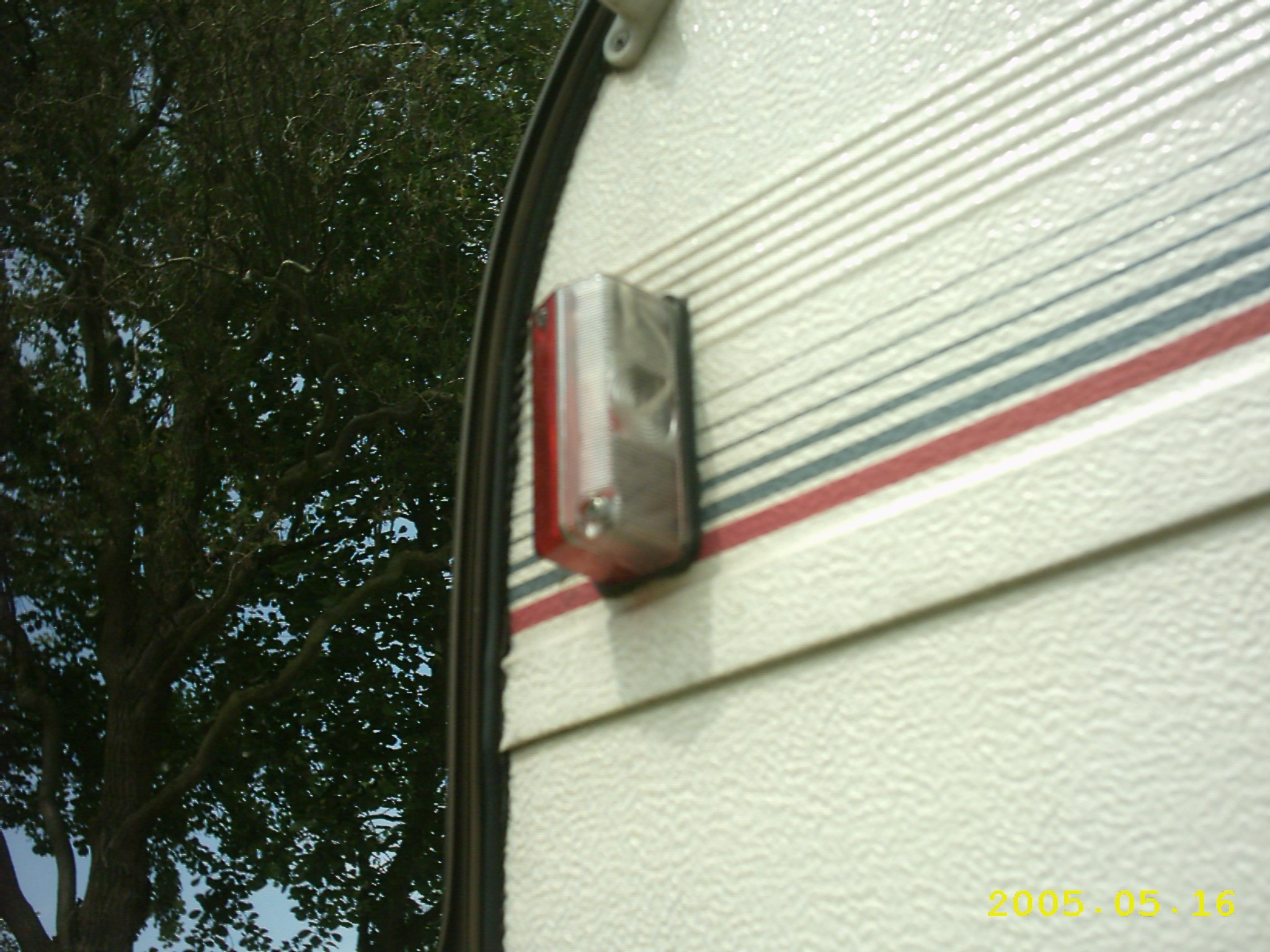
Kederschiene am Wohnwagen

- Vorzelt: Eine durchlaufende Kederschiene befindet sich an jedem Wohnwagen an der Dachkante der Türseite. Sie dient zur Aufnahme des Keders, der am Vorzelt oder Sonnendach angenäht ist, und verbindet diese fest mit dem Fahrzeug. Die Länge der Kederschiene bestimmt das „Umlaufmaß“, welches wiederum die Größe des Vorzeltes oder Sonnendaches bestimmt. Passen Kederschienenlänge und Umlaufmaß nicht zusammen, wirft das Zelt- oder Sonnendach entweder Falten (zu lang) oder das Vorzelt schwebt in der Luft und der Faulstreifen berührt nicht den Boden (zu kurz).
- Markisen und Windschutz: Weitere Kederschienen sind an Wohnwagen über den Ausstellfenstern angebracht, um Sonnenmarkisen einzuziehen, und längs der türseitigen Unterkante des Fahrzeugs, um einen Windschutz anzubringen.
- Doppelerschiene: Außer der fest am Wagen montierten Kederschiene kennt man beim Camping auch noch die Doppelkederschiene aus Kunststoff (zu kaufen als Meterware), die z. B. dazu dient, das Hauptzelt mit einem Alkovenzelt regendicht zu verbinden oder Regenrinnen an der Zeltdachkante anzubringen.

## Der Begriff „Keder“ in anderen Zusammenhängen
- Segelboot: Bei vielen Segelbooten werden Vorliek und Unterliek von Großsegeln mit Hilfe ihrer verdickten Kanten am Segeltuch in einer Nut („Keep“) am Mast bzw. Baum geführt – ähnlich der Führung von Planen in Kederschienen. Die Verdickung wird meist nicht durch angenähte Keder, sondern durch eingenähte Seile („Liektaue“) erreicht.
- Fahrzeugbau: Bei Kraftfahrzeugen bezeichnet man die Gummidichtungen, die rund um die Türen bzw. zwischen Kotflügel und Karosserie (beim VW-Käfer) geführt werden, als Gummikeder. Auch die Windschutzscheiben älterer Modelle wurden meist mit Gummikeder eingedichtet (ohne Kederschiene).
- Polstermöbel: Bei der Herstellung von Polstermöbeln dient ein Keder sowohl zur Verdeckung und Verzierung von Nähten als auch zur Verstärkung von Kanten. Keder werden so etwa beim Beziehen von Polstermöbeln als Dekorationselement (ohne Kederschiene) eingesetzt. Hierbei handelt es sich genaugenommen um eine Paspel. Die Kederseele ist das Innenteil des Keders.
- Lautsprecherboxen: Bei Lautsprechergehäusen, vor allem Gitarrenboxen und Comboverstärkern, wird ein Kederband zwischen Frontplatte (Baffle Board) und den Seitenwänden zur Minderung von Vibrationen und der zentralen Ausrichtung verwendet. Siehe Marshallbox.
- Messerscheide: Um zu verhindern, dass beim Ziehen bzw. Einstecken des Messers die Naht aufgeschnitten werden kann sowie als Schutz gegen das Durchstechen wird bei einer Köcherscheide eine Einlage (meist aus Leder) zwischen die zu vernähenden Hälften gegeben.
- Fensterbau: Der Gummischlauch, mit dem Fliegengitter in eine passende Vertiefung im Rahmen gepresst und so fixiert werden, wird ebenfalls Gummikeder genannt.